# Борис Беговић
Борис Беговић (Београд, 1956) српски је економиста и професор универзитета. Беговић је редовни професор Правног факултета Универзитета у Београду.

## Живот и школовање
Рођен је у Београду, у којем је завршио основну школу и гимназију. Дипломирао је на Економском факултету Универзитета у Београду 1979. године, а на истом факултету је магистрирао 1985. године и докторирао 1990. године, одбранивши докторску тезу коју је припремио на London School of Economics.
Отац му је Влајко Беговић, а супруга Даница Поповић.

## Академска каријера
У више наврата боравио је на дужим и краћим усавршавањима у иностранству (Лондонска школа економије, Универзитет Кембриџ, Универзитет у Бристолу и JFK School of Government, Универзитет Харвард итд). Области његовог професионалног интересовања обухватају економску анализу права, индустријску организацију, теорију економске регулације, антимонополску политику, примењену микроекономску анализу и урбану економику.
За ванредног професора на предмету Политичка економија (касније Основи економије) на Правном факултету Универзитета у Београду изабран је у јануару 2002. године. На последипломским студијама (смер Економска анализа права), предаје микроекономску анализу, антимонополску политику и економску регулацију.

## Истраживачки рад
У својој досадашњој професионалној каријери проф. Беговић је био истраживач у више института (Југословенски институт за урбанизам и становање, Економски институт итд), предавао је на Економском факултету у Београду и био је сарадник неколико домаћих и страних консултантских компанија, као и самостални консултант. Члан је и Научног друштва Савеза економиста СЦГ. Члан је редакције часописа Финансије и Економика предузетништва. Одржао је, као гост, предавања и семинаре на: University of Lancaster, London School of Economics, University of Cambridge, University Liverpool, World Bank, European Bank for Reconstruction and Development, US Department of Justice (Antitrust Division) итд. Био је главни економски саветник потпредседника Савезне владе у периоду од јесени 2000. године до почетка 2002. године, бавећи се углавном повратком наше земље у међународну финансијску заједницу, решавањем питања спољног дуга и либерализацијом спољнотрговинских токова.
Бавио се анализама закона који уређују различита економска питања, као што је Закон о заштити конкуренције.
Био је члан радних група за израду нацрта Закона о приватизацији и Закона о телекомуникацијама (2001. године). Налази се на месту председника Центра за либерално-демократске студије из Београда.